# 발주불성립
발주기 앞문이 정상적으로 개방되면 발주가 성립됨과 동시에 경주가 성립된다. 단, 다음과 같은 경우에는 발주불성립이 선언된다.
1. 발주기가 고장으로 정상적으로 작동하지 않은 경우
2. 발주 보조원 또는 발주 보조도구 등에 의해 정상적인 출발에 지장이 있었다고 인정된 경우(단, 출주마의 악벽에 의한 미세한 개문지연 사례는 정상적인 발주로 인정)
3. 기타 정상적인 발주가 아니라고 인정된 경우